# Портсмут (футбольний клуб)
«Портсмут» — футбольний клуб з міста Портсмут в південній Англії. Був заснований в 1898 році. Кольори форми: синій, білий. Домашня арена: стадіон «Фраттон Парк» місткістю 20288 глядачів. Прізвисько гравців — «Помпеї».

## Історія
«Портсмут» зіграв свій перший матч у змаганнях Південної Ліги з клубом «Четем Таун» 2 вересня 1899 року. Через кілька днів команда зустрілася з клубом «Саутгемптон». Так почалося суперництво між «Портсмутом» і «Саутгемптоном», що триває досі. Рекордні двадцять перемог в 28 матчах того сезону дозволили «Портсмуту» зайняти друге місце в Південній Лізі. Команда вперше добилася перемоги в Південній Лізі в сезоні 1901/02.
У 1927 році клуб дебютував у Першому Дивізіоні. Команда не без проблем уникла повернення у Другий Дивізіон. У наступному сезоні справи йшли ще гірше. У тому ж сезоні «Портсмут» зумів вийти у фінал Кубка Англії, але у фінальному матчі програв «Болтон Вондерерз». У сезоні 1930/31 клуб піднявся на четвертий рядок турнірної таблиці, а в 1934 році знову вийшов у фінал Кубка Англії. Але завоювати Кубок вдалося лише в 1939 році, коли, в третій раз ставши фіналістом, «Портсмут» здобув переконливу перемогу над клубом «Вулвергемптон».
Під час Другої світової ігри на Кубок Англії не проводилися, тому «Портсмут» залишався володарем Кубка до сезону 1945/46. У сезоні 1948/49 «Портсмут» тріумфально відсвяткував своє п'ятдесятиріччя у Футбольній Лізі, вперше перемігши в чемпіонаті Англії. Рік потому команда зуміла повторити це досягнення, в останньому турі здобувши перемогу над клубом «Астон Вілла» з рахунком 5:1. У сезоні 1951/52 років «Портсмут» посів четверте місце.
Спад почався в 1952 році, коли з посади головного тренера пішов Боб Джексон, під керівництвом якого «Портсмут» завоював чемпіонський титул. Незважаючи на успішне завершення сезону 1954/55 команда незабаром вибула з Першого Дивізіону. Клуб почав відчувати серйозні фінансові труднощі. У 1961 році «Портсмут» перемістився в Третій Дивізіон, але повернувся в Другий вже в наступному сезоні. Зміна голови ради директорів і деяке поліпшення фінансування не зробили істотного впливу на результати: все наступне десятиліття «Портсмут» провів у Другому Дивізіоні.
Щоб скоротити витрати, у 1965 році за рішенням головного тренера Джона Сміта «Портсмут» відмовився від запасних гравців і виступав лише в основному складі. Рішення Сміта скасували лише сім років по тому.
У 1976 році, коли обсяги фінансування скоротилися, команда вилетіла в Третій Дивізіон. Клубу потрібно було терміново виплатити 25 тисяч фунтів, щоб уникнути банкрутства. Місцева газета «News» розгорнула масштабну кампанію з порятунку команди, і вболівальники зуміли зібрати необхідні кошти. Крім того, «Портсмут» був змушений продати декількох гравців. В результаті команда вилетіла в Четвертий Дивізіон.
Повернення у Другий Дивізіон відбулося в сезоні 1982/83. Посаду головного тренера зайняв Алан Болл. Йому знадобилося ще три сезони, щоб привести команду в еліту. Проте в сезоні 1987/88 фінансові проблеми призвели до повернення у Другий Дивізіон.
У 1988 році власником клубу став Джим Грегорі. На початку сезону 1991/92 головним тренером був призначений Джим Сміт. Сміт приділяв особливу увагу підготовці молодого покоління клубу. Команда стала учасником чвертьфіналу Кубка Англії і ледь не вийшла у Прем'єр-лігу. Але незабаром Грегорі зажадав від клубу сплати боргів, і «Портсмут» знову почав продавати гравців, не маючи можливості підібрати їм рівноцінну заміну.
Рівень гри стрімко падав, і в 1995 році Джим Сміт був звільнений. У сезоні 1995/96 «Портсмут» все ж таки не вилетів у Другий Дивізіон (колишній Третій до створення Прем'єр-ліги).
У 1996 році клуб придбав Террі Венейблз. Незабаром «Портсмут» вийшов до чвертьфіналу Кубка Англії. Проте, скоро команду почали переслідувати невдачі, і Венейблз продав свою частку акцій Мартіну Грегорі, синові Джима Грегорі.
Ставши власником клубу, Мартін запропонував Алану Боллу повернутися в клуб. Болл відповів згодою і знову зайняв посаду головного тренера. У наступному сезоні фінансові труднощі, які невідступно переслідували клуб, призвели до порушення процедури банкрутства і призначенням конкурсного керуючого.

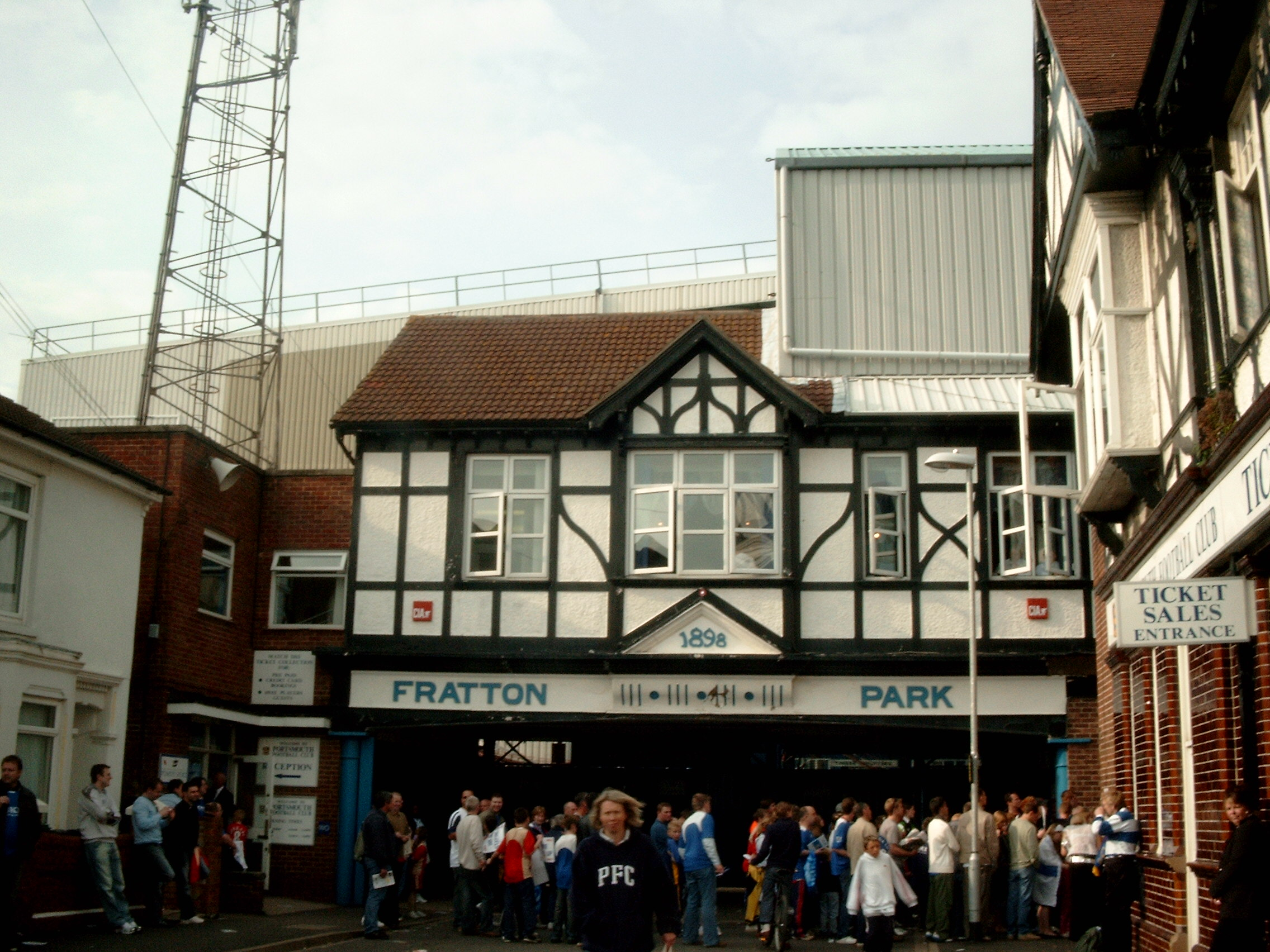
Вхід на Південну Трибуну «Фраттон Парку»

Сербський бізнесмен Мілан Мандаріч, який зобов'язався сплатити борги «Портсмута», став новим власником клубу і зайняв місце голови ради директорів. Мандаріч без зволікання направив кошти на зміцнення команди. На посаду головного тренера клубу був запрошений Харрі Реднапп. У числі його перших придбань були такі досвідчені гравці з Прем'єр-ліги, як Стів Стоун і Пол Мерсон. Клуб, який вважався одним з можливих аутсайдерів, здивував багатьох експертів серією перемог. Сезон 2002/03 завершується перемогою в Першому Дивізіоні і виходом у Прем'єр-лігу.
З 2003 року «Портсмут» не залишав елітний дивізіон. Останній раз «Портсмут» боровся за збереження місця у Прем'єр-лізі в сезоні 2005/06, в наступних сезонах йому вдалося закріпитися в середині турнірної таблиці. Напруженість у відносинах між Мандарічем і Реднаппом привела до звільнення Реднаппа в листопаді 2004 року. Його обов'язки виконував спочатку Велімир Зайіч, потім Аллен Перрен. Звільнення Перрена передувало поверненню Рендаппа в грудні 2005 року.
У 2006 році бізнесмен російського походження Олександр Гайдамак придбав у Мілана Мандаріча 50 % акцій клубу. Зміна власника поклала початок новому етапу в історії «Портсмута». Клуб отримав фінансування для посилення команди, і вже в сезоні 2006/07 команда намагалася кваліфікуватися до Кубка УЄФА, «Портсмут» став серйозним суперником навіть для самих відомих команд. Клуб продовжив посилювати свої ряди талановитими гравцями, до числа яких увійшов нападник Джон Утака.
У сезоні 2007/08 «Портсмут» вперше з 1939 року зумів виграти Кубок Англії. Тоді ж команда зайняла восьме, найвище за всю свою історію місце в Прем'єр-лізі. «Портсмут» поставив рекорд результативності в матчах Прем'єр-ліги, здобувши перемогу над «Редінгом» з рахунком 7:4. У сезоні 2008/09 «Портсмут» придбав Пітера Крауча, заплативши за нього рекордну суму — 11 мільйонів фунтів стерлінгів.
У листопаді 2007 року за підозрою в порушеннях при проведенні трансферів і шахрайство був заарештований головний тренер «Портсмута» Гарі Реднапп і виконавчий директор клубу Пітер Сторрі.
У сезоні 2008/2009 року «Портсмут» не досяг особливих успіхів. В кінці 2009 року він посідав останнє місце в прем'єр-лізі, здобувши лише 1 перемогу в 10 іграх. Команді не вдавалося розрахуватися за попереднім трансферам. У зв'язку з рішенням англійської футбольної прем'єр-ліги клубу «Портсмут» було заборонено запрошувати нових гравців.
У 2010 році клуб змінив кількох власників. Останній з них, бізнесмен з Гонконгу Балрам Чайнрай, в лютому 2010 року заявив, що має намір якомога швидше продати «Портсмут». Як заявив бізнесмен, він не знає, як керувати футбольним клубом. "Мені просто подобається футбол, тому я пішов на цей крок, я хотів допомогти «Портсмуту», — пояснив Чайнрай, що одержав 90 відсотків акцій клубу, якими раніше володів Алі Аль-Фарадж. Чайнрай став власником «Портсмута» через те, що Аль-Фарадж не виплатив кредит у розмірі 17 мільйонів фунтів стерлінгів компанії Portpin, що належить бізнесменові з Гонконгу.
26 лютого 2010 стало відомо, що «Портсмут» оголошено банкрутом. Це перший в історії прем'єр-ліги випадок банкрутства клубу.

## Трофеї та досягнення
Перший Дивізіон
- Переможець: 1949, 1950
- Третій призер: 1955

Другий Дивізіон
- Переможець: 2003
- Другий призер: 1927, 1987
- Третій призер: 1993

Третій Дивізіон
- Переможець: 1962, 1983

Кубок Англії
- Переможець: 1939, 2008
- Фіналіст: 1929, 1934, 2010

Черіті Шилд
- Переможець: 1949
- Фіналіст: 2008

## Рекорди клубу
Рекордна відвідуваність: 51385 проти «Дербі Каунті», Кубок Англії, 26 лютого 1949 року
Найбільша перемога: 9:1 над «Ноттс Каунті», Дивізіон 2, 9 квітня 1927 року
Найбільша поразка: 0:10 від «Лестер Сіті», Дивізіон 1, 20 жовтня 1928 року
Найрезультативніша гра: 7:4 проти «Редінгу», Прем'єр-ліга, 29 вересня 2007 року(також є рекордом для цієї ліги)
Найбільше матчів за клуб: 834, Джиммі Діккінсон, 1946—1965 рр.
Найбільше голів за клуб у лізі: 194, Пітер Харріс, 1946-60 рр.
Найбільше голів в лізі за сезон: 42, Гай Віттінгем, сезон 1992/93 рр.
Найбільше голів за клуб: 208, Пітер Харріс, 1946-60 рр.
Найбільше матчів за національну збірну: 48, Джиммі Діккінсон, 1949—1956 рр.
Найбільша отримана сума від трансферу: £7.5 m від «Мідлсбро» за Якубу, липень 2005 року
Найбільша заплачена сума за трансфер: £7 m «Удінезе» за Саллі Алі Мунтарі, травень 2007 року

## Прізвиська
Прізвиська: «Помпіз», «синя армія», «турки». Однією з найбільш цікавих і загадкових є історія появи прізвиська «Портсмута». Тут знову ж таки, є кілька версій. Перша — прізвисько пішло від назви французького судна, яке було захоплено і доставлено до Портсмута. Друга — група моряків з Портсмута висадилася в Александрії, де розташовується знаменита Помпеї|помпейська колона, яка і дала ім'я «помпейським хлопцям». Третя версія свідчить про те, що все пішло від відміток, коли моряки, які заходили в Портсмут, ставили позначку в журналі «Pom P», що читалося як «помпа». Загалом, версії одна іншої загадковіше, і істину, швидше за все, ми не дізнаємося вже ніколи. Що ж стосується «турецького» прізвиська, то воно вживається рідко і пішло від зображення восьмикінечної зорі, і півмісяця, які традиційно пов'язані з ісламом. За легендою їх місту Портсмут подарував король Річард I, коли повернувся з Кіпру — символи взяті зі стандарту губернатора острова Ісаака Комненоса.